# ليندينهورست (نيويورك)
ليندينهورست (بالإنجليزية: Lindenhurst)‏ هي قرية في ولاية نيويورك الأمريكية.
يبلغ عدد سكانها حسب تعداد سنة 2000: 27,819 نسمة. ويبلغ عددهم حسب تقدير 2007 حوالي:27,519 نسمة.

## التركيبة السكانية
حدّد مكتب تعداد الولايات المتحدة بيانات التركيبة السكانية لليندينهورست في تعداد الولايات المتحدة. في ما يلي، التركيبة السكانية حسب تعدادي 2000 و2010.

### تعداد عام 2000
بلغ عدد سكان ليندينهورست 27,819 نسمة بحسب تعداد عام 2000، وبلغ عدد الأسر 9,061 أسرة وعدد العائلات 7,081 عائلة مقيمة في القرية. في حين سجلت الكثافة السكانية 2,818.5 نسمة لكل كيلومتر مربع (7,299.9/ميل2). وبلغ عدد الوحدات السكنية 9,277 وحدة بمتوسط كثافة قدره 939.9 لكل كيلومتر مربع (2,434.3/ميل2).
وتوزع التركيب العرقي للقرية بنسبة 94.23% من البيض و0.84% من الأمريكيين الأفارقة و0.12% من الأمريكيين الأصليين و1.37% من الأمريكيين ذوي الأصول الآسيوية و0.01% من سكان جزر المحيط الهادئ و1.69% من الأعراق الأخرى و1.75% من عرقين مختلطين أو أكثر و6.52% من الهسبانيون أو اللاتينيون من أي عرق.
بلغ عدد الأسر 9,061 أسرة كانت نسبة 43.5% منها لديها أطفال تحت سن الثامنة عشر تعيش معهم، وبلغت نسبة الأزواج القاطنين مع بعضهم البعض 62% من أصل المجموع الكلي للأسر، ونسبة 11.8% من الأسر كان لديها معيلات من الإناث دون وجود شريك، بينما كانت نسبة 4.3% من الأسر لديها معيلون من الذكور دون وجود شريكة وكانت نسبة 21.9% من غير العائلات. تألفت نسبة 17% من أصل جميع الأسر من عدة أفراد يعيشون في نفس المنزل ونسبة 7.4% كانت تتألف من شخص يعيش بمفرده يبلغ من العمر 65 عاماً أو أكثر. وبلغ متوسط حجم الأسرة المعيشية 3.06، أما متوسط حجم العائلات فبلغ 3.43.
بلغ العمر الوسطي للسكان 35.8 عاماً. وكانت نسبة 26.7% من القاطنين تحت سن الثامنة عشر، وكانت نسبة 7.1% بين الثامنة عشر والرابعة والعشرين عاماً، ونسبة 33.9% كانت واقعةً في الفئة العمرية ما بين الخامسة والعشرين والرابعة والأربعين عاماً، ونسبة 20.9% كانت ما بين الخامسة والأربعين والرابعة والستين، ونسبة 10.9% كانت ضمن فئة الخامسة والستين عاماً فما فوق. يوجد لكل 100 أنثى 94.4 ذكر، ويوجد لكل 100 أنثى في الثامنة عشر من عمرها فما فوق 91.6 ذكر.
بلغ متوسط دخل الأسرة في القرية 61,756 دولارًا، أما متوسط دخل العائلة فبلغ 67,331 دولارًا. وكان متوسط دخل الذكور 45,305 دولارًا مقابل 32,066 دولارًا للإناث. وسجل دخل الفرد الخاص بالقرية 22,282 دولارًا. وكانت نسبة 4.8% من العائلات ونسبة 6.3% من السكان تحت خط الفقر، وكان من هؤلاء نسبة 5.5% تحت سن الثامنة عشر ونسبة 9.6% في الخامسة والستين من العمر وما فوق.

### تعداد عام 2010
بلغ عدد سكان ليندينهورست 27,253 نسمة بحسب تعداد عام 2010، وبلغ عدد الأسر 9,316 أسرة وعدد العائلات 7,046 عائلة مقيمة في القرية. في حين سجلت الكثافة السكانية 2,761.2 نسمة لكل كيلومتر مربع (7,151.5/ميل2). وبلغ عدد الوحدات السكنية 9,665 وحدة بمتوسط كثافة قدره 979.2 لكل كيلومتر مربع (2,536.1/ميل2).
وتوزع التركيب العرقي للقرية بنسبة 92.14% من البيض و1.53% من الأمريكيين الأفارقة و0.12% من الأمريكيين الأصليين و1.91% من الأمريكيين ذوي الأصول الآسيوية و0.01% من سكان جزر المحيط الهادئ و2.63% من الأعراق الأخرى و1.65% من عرقين مختلطين أو أكثر و9.75% من الهسبانيون أو اللاتينيون من أي عرق.
بلغ عدد الأسر 9,316 أسرة كانت نسبة 37.6% منها لديها أطفال تحت سن الثامنة عشر تعيش معهم، وبلغت نسبة الأزواج القاطنين مع بعضهم البعض 58.2% من أصل المجموع الكلي للأسر، ونسبة 12.2% من الأسر كان لديها معيلات من الإناث دون وجود شريك، بينما كانت نسبة 5.2% من الأسر لديها معيلون من الذكور دون وجود شريكة وكانت نسبة 24.4% من غير العائلات. تألفت نسبة 19.3% من أصل جميع الأسر من عدة أفراد يعيشون في نفس المنزل ونسبة 8.1% كانت تتألف من شخص يعيش بمفرده يبلغ من العمر 65 عاماً أو أكثر. وبلغ متوسط حجم الأسرة المعيشية 2.92، أما متوسط حجم العائلات فبلغ 3.35.
بلغ العمر الوسطي للسكان 40.3 عاماً. وكانت نسبة 22.5% من القاطنين تحت سن الثامنة عشر، وكانت نسبة 9.1% بين الثامنة عشر والرابعة والعشرين عاماً، ونسبة 26% كانت واقعةً في الفئة العمرية ما بين الخامسة والعشرين والرابعة والأربعين عاماً، ونسبة 30.2% كانت ما بين الخامسة والأربعين والرابعة والستين، ونسبة 12.1% كانت ضمن فئة الخامسة والستين عاماً فما فوق. وتوزع التركيب الجنسي للسكان بنسبة 48.6% ذكور و51.4% إناث.

## أعلام
- جاك لاندو
- هال هارتلي
- بوب ليهي
- مارك ويتفيلد
- جاك باري